# باول فورلونغ
باول فورلونغ (بالإنجليزية: Paul Furlong)‏ هو لاعب كرة قدم بريطاني، ولد في 1 أكتوبر 1968 في وود جرين في المملكة المتحدة. شارك مع منتخب إنجلترا لكرة القدم C ‏. أما مع النوادي، فقد لعب مع برمنغهام سيتي وتشيلسي وشيفيلد يونايتد وكوفنتري سيتي وكوينز بارك رينجرز ونادي إنفيلد ونادي بارنت ونادي ساوثيند يونايتد ونادي كيترينغ تاون ونادي لوتون تاون ونادي واتفورد.

## وصلات خارجية
- باول فورلونغ على موقع قاعدة بيانات كرة القدم.إي يو (الإنجليزية)
- باول فورلونغ على موقع Soccerbase.com (لاعب) (الإنجليزية)
- باول فورلونغ على موقع عالم كرة القدم.نت (الإنجليزية)